# Nicholas Dheilly
Nicholas Dheilly (Regina, 21 de octubre de 1997) es un jugador de fútbol canadiense que juega como ala defensiva de los Saskatchewan Roughriders de la Canadian Football League (CFL). Jugó fútbol U Sports en Regina y Saskatchewan y fue seleccionado en la quinta ronda (46.° en total) del Draft de la CFL de 2020 por los Winnipeg Blue Bombers.

## Primeros años de vida
Dheilly nació el 21 de octubre de 1997 en Regina, Saskatchewan. Su hermano Dominique también jugaba al fútbol. Asistió a la escuela secundaria Dr. Martin LeBoldus y los ayudó a ganar tres campeonatos consecutivos 4A de la Asociación Atlética de Escuelas Secundarias de Saskatchewan. También jugó para el equipo de Saskatchewan en la Copa de Fútbol Canadá y fue miembro del equipo nacional de fútbol juvenil de Canadá. Un prospecto altamente reclutado, se comprometió a jugar fútbol U Sports para los Regina Rams después de cambiar su compromiso de los Saskatchewan Huskies.

## Carrera de aficionado
En su debut con los Rams, Dheilly empató el récord de capturas de un solo juego de la escuela con tres. Terminó la temporada con 30 tacleadas, cuatro capturas y una intercepción, siendo nombrado el Novato del Año de la Asociación Atlética de las Universidades del Oeste de Canadá. La temporada siguiente, obtuvo los honores de la liga estelar después de publicar 26 tacleadas defensivas y 6.5 capturas. Dheilly dejó los Rams en 2018 por el Okanagan Sun de la Canadian Junior Football League (CJFL), registrando ocho capturas en su camino para ser nombrado All-Star de la conferencia.
En 2019, Dheilly regresó al fútbol U Sports al comprometerse con los Saskatchewan Huskies, con los que inicialmente había decidido jugar en 2016 antes de cambiar de opinión. En una temporada allí, anotó 24 tacleadas defensivas, 9.5 TFLs líderes del equipo y seis capturas, así como una intercepción. Fue nombrado Canada West All-Star por su actuación. A pesar de que le quedaban dos años de elegibilidad, Dheilly optó por declararse para el Draft de la CFL de 2020.

## Carrera profesional
Dheilly fue seleccionado en la quinta ronda (46 en general) del Draft de la CFL de 2020 por Winnipeg Blue Bombers; la temporada 2020 fue cancelada debido a la pandemia de COVID-19. Formó parte del equipo en 2021 y jugó en cuatro partidos de temporada regular, registrando una entrada en equipos especiales. Fue puesto en libertad el 1 de noviembre.
El 11 de noviembre, Dheilly fue fichado por los Saskatchewan Roughriders y fue colocado en la lista de suspendidos. No apareció en juegos para los Roughriders en 2021. Volvió a firmar después de la temporada el 14 de diciembre. Hizo la lista final para 2022. Dheilly apareció en siete juegos durante la temporada 2022, registrando tres tacleadas en total antes de quedar fuera de juego por una lesión. Regresó e hizo el equipo para la temporada 2023.